# もりもと (菓子製造)
株式会社もりもと（英: morimoto Co., Ltd.）は、北海道千歳市に本社がある製菓メーカー・企業。

## 概要
パンの製造販売からスタートし、次第に和洋菓子の製造販売に事業を拡大し札幌にも進出している。その後航空機の利用が一般的になると新千歳空港の地元という地の利を活かし土産菓子も手がけている。
北海道産素材を積極的に活用しており、中でもwebサイトのアドレスにも使用しているハスカップを使用した菓子類で知られている。
この他にも北海道立総合研究機構と小豆の新品種「きたろまん」を使った和菓子、ホクレン農業協同組合連合会とコラボレーションした北海道産の小麦や豆、12種以上の果実を使ったクッキーやどら焼き、ゼリーなどのスイーツやパンを開発している。

## 主な商品
- 洋菓子
  - ハスカップジュエリー
  - ハスカップジュエリー プレミアムブラック
  - ハスカップジュエリー ホワイトバージョン
  - ゆきむしスフレ
  - 雪鶴
  - 雪鶴プレミアム
  - 太陽いっぱいゼリーシリーズ
  - チェリージュエリー[3]
  - もりもとクッキー
  - 北の散歩道
  - 北海道バターサブレ北ふく郎
  - キャラメルハニーサンド
  - 時のバウムクーヘン
- ケーキ
  - デコレーションケーキ
- 和菓子
  - 千歳うまれの たまごまんじゅう
  - 支笏の伏流水仕込み どら焼き
  - なまどら焼き
  - 上和生
  - もりもと 五三かすていら
  - くるみ餅
- パン
  - もりもと食パン
  - はかり売りパン
  - 北海道産小麦パン
  - 贅沢生クリーム角食

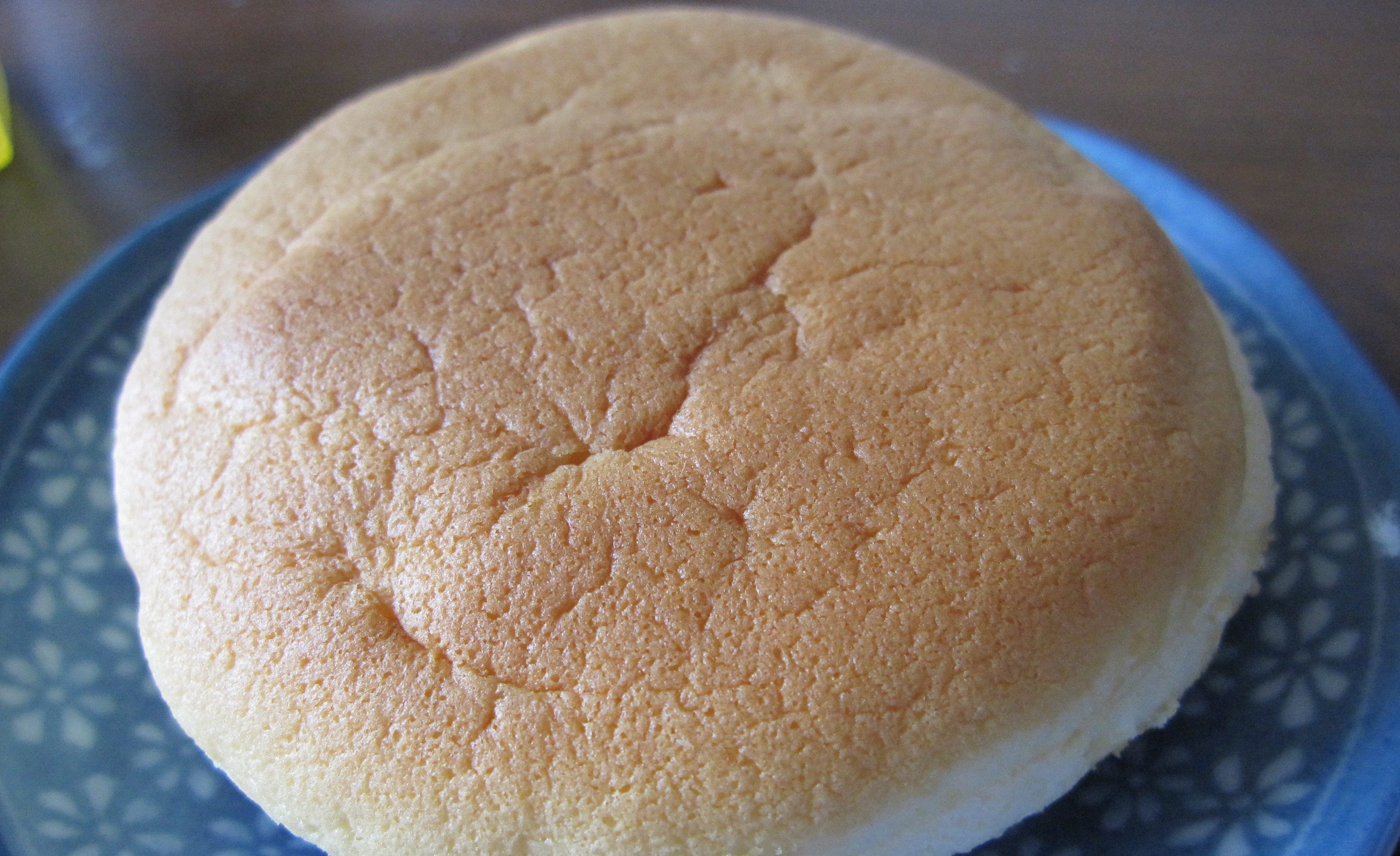
ゆきむしスフレ（2010年5月）

## 沿革
もりもとは、1947年（昭和22年）に樺太から引き揚げた創業者・森本吉雄が中華まんじゅうや飴、あんぱんなどを売り歩いたことから始まっている。
- 1949年（昭和24年）：現在の千歳市東雲町においてパン委託加工・卸売として開業[4]。
- 1956年（昭和31年）：現在地（千代田町）に移転し、和菓子・各種パンの製造販売開始[4]。
- 1960年（昭和35年）：有限会社「森もと」設立[4]。
- 1964年（昭和39年）：千歳市の学校給食指定工場に選ばれ、パンの委託加工を受ける[4]。
- 1984年（昭和59年）：「ハスカップジュエリー」が『全国菓子大博覧会』内閣総理大臣賞受賞[4]。
- 1986年（昭和61年）：千歳臨空工業団地に千歳第一工場完成[4]。
- 1993年（平成05年）：株式会社に改組。
- 2003年（平成15年）：千歳第二工場完成[4]。
- 2006年（平成18年）：北海道外初出店となる「Kitchen morimoro イオン浦和美園店」オープン（現在は閉店）[4]。「ラ・レコルトもりもと」オープン（現在は閉店）[4][5]。
- 2008年（平成20年）：「菓子司新谷」を子会社化[6][7]。
- 2016年（平成28年）：千歳市と「包括連携協定」締結[4]。仁木町と「包括連携協定」締結[4][8]。北海道放送（HBC）特別番組『太陽に包まれた大地 北海道おかし物語』放送[4]。「千歳市がん予防啓発推進に関する連携協定」締結[4]。
- 2018年（平成30年）：製造部門を分社化し、「北のアトリエ」となる[9]。
- 2019年（令和元年）：千歳本店建て替え[10]。

## 事業所・店舗
事業所
- 本社 - 千歳市千代田町4丁目12-1
- 北のアトリエ 第一工場 - 千歳市泉沢1007-84
- 北のアトリエ 第二工場 - 千歳市泉沢1007-87

千歳・恵庭・苫小牧・室蘭
- もりもと千歳本店 - 千歳市千代田町4丁目12-1
- 新千歳空港店 - 千歳市美々 新千歳空港国内線ターミナルビル2F スイーツ・アベニュー
- ちとせモール店 - 千歳市勇舞8丁目1-1 ちとせモール内
- イオン千歳店 - 千歳市栄町6丁目51 イオン千歳店
- 恵み野店 - 恵庭市恵み野西2丁目2-2
- イオンモール苫小牧店 - 苫小牧市柳町3丁目1-20 イオンモール苫小牧
- MEGAドン・キホーテ室蘭中島店（旧・長崎屋室蘭中島店） - 室蘭市中島町1丁目19-11

札幌・江別・小樽
- 厚別ひばりが丘店 - 札幌市厚別区厚別中央2条2丁目2-1
- 札幌北15条店 - 札幌市東区北15条東3丁目1-33
- 南郷通店 - 札幌市白石区南郷通7丁目南6-12
- 札幌エスタ店 - 札幌市中央区北5条西2丁目 札幌エスタ 大食品街
- マルヤマクラス店 - 札幌市中央区南1条西27丁目 マルヤマクラス
- イトーヨーカドー福住店 - 札幌市豊平区福住2条1丁目 イトーヨーカドー福住店
- イトーヨーカドー屯田店 - 札幌市北区屯田8条3丁目5-1 イトーヨーカドー屯田店
- イオン東札幌店 - 札幌市白石区東札幌3条2丁目1 イオン東札幌店
- イオン札幌元町店 - 札幌市東区北31条東15丁目1-1 イオン札幌元町ショッピングセンター
- イオンモール札幌平岡店 - 札幌市清田区平岡3条5丁目3-1 イオンモール札幌平岡
- イオンモール札幌苗穂店 - 札幌市東区東苗穂2条3丁目1-1 イオンモール札幌苗穂
- イオンモール札幌発寒店 - 札幌市西区発寒8条12丁目1 イオンモール札幌発寒
- イオン江別店 - 江別市幸町35 イオン江別店
- 長崎屋小樽店 - 小樽市稲穂2丁目20-1 長崎屋小樽店
- 丸井今井札幌店 - 札幌市中央区南1条西2丁目 丸井今井大通館地下2階

旭川・滝川
- イオンモール旭川西店 - 旭川市緑町23丁目2161-3 イオンモール旭川西
- イオン滝川店 - 滝川市東町2丁目25-3 イオン滝川店

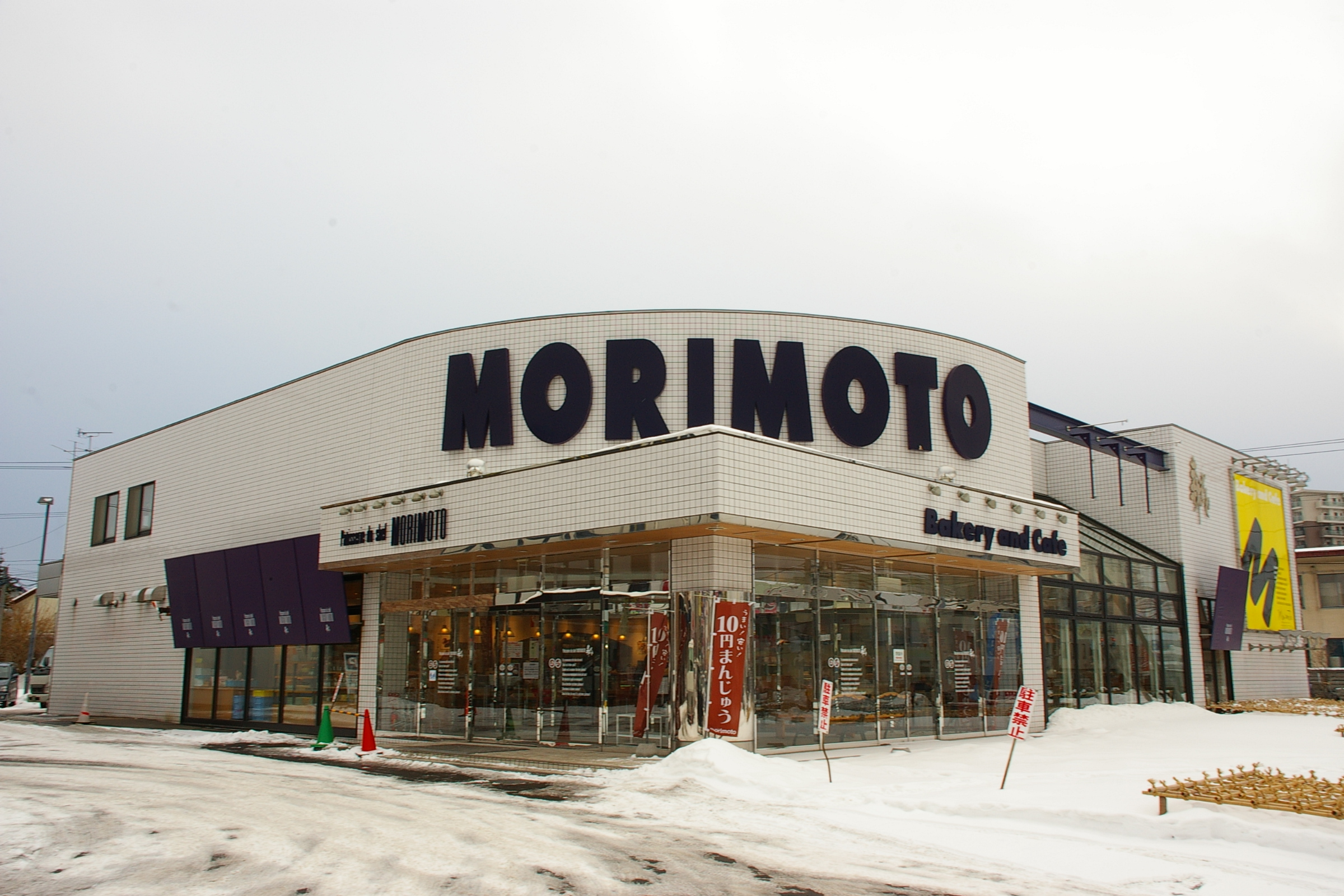
厚別ひばりが丘店（2008年1月）

## 受賞・選定
- 『北海道新聞広告賞』優秀賞・制作者賞[4]
- 『北海道広告協会賞』ポスター部門（社内吊り）特選「桜餅B3ポスター」[4]
- 『第9回北海道ファインペーパーコンテスト』北海道通商産業局賞大賞「ハスカップジュエリー パッケージ」[4]
- 『北海道広告協会賞』ポスター部門（社内吊り）準特選「鶯餅B3ポスター」[4]
- 『Sapporo ADC コンペティション・アワード2001』パッケージ・小型プロダクト部門銀賞、会員審査賞「太陽いっぱいの真っ赤なトマトシリーズ パッケージ」[4]
- 『Sapporo ADC コンペティション・アワード2002』新聞部門銅賞、会員審査賞「もりもとプリン新聞10段」[4]
- 『Sapporo ADC コンペティション・アワード2003』パッケージ小型プロダクト部門会員審査賞「王様パン パッケージ」[4]
- 『北海道広告協会賞』新聞部門特選「太陽いっぱい真っ赤なゼリー新聞全10段」[4]
- 『北海道グッドデザインコンペティション2004』一般部門銅賞「ゆきむしスフレ パッケージ」[4]
- 『読売広告大賞』第21回読者が選ぶ広告の部読者賞（北海道支社）「ロールケーキ新聞15段」[4]
- 『Sapporo ADC コンペティション・アワード2005』新聞部門銀賞「ゆきむしシリーズ新聞15段」、新聞部門会員審査賞「太陽いっぱいの真っ赤なゼリー新聞7段」[4]
- 『北海道広告協会賞』新聞部門奨励賞「morimoro tomato 新聞全7段」[4]
- 『Sapporo ADC コンペティション・アワード2006』環境・空間・サイン・ディスプレイ部門銀賞「ラ・レコルトもりもと 環境デザイン・ブランドデザイン」[4]
- 『第8回北のペーパーデザインコンテスト』部門賞、実行委員会会長賞「太陽いっぱいの真っ赤なゼリー／ファンゴッホ・スペシャルパッケージ」[4]
- 『北海道広告協会賞』新聞部門奨励賞「もりもとヒーリングスイーツ新聞シリーズ全10段×2」[4]
- 『北海道新聞 読者が選ぶチラシ大賞』スイーツ部門「もりもと60周年感謝セール広告チラシ」[4]
- 『北海道新聞 読者が選ぶチラシ大賞』スイーツ部門「おいしい秋、あります。広告チラシ」[4]
- 『広告電通賞』地区賞、準北海道地区広告賞「太陽いっぱいの真っ赤なゼリー」[4][11]
- 『北海道新技術・新製品開発賞』食品部門優秀賞「冷やしあずき きたろまん」[4][12]
- 『北海道新聞 読者が選ぶチラシ大賞』スイーツ部門「もりもと 正月チラシ」[4]
- 『道新チラシ大賞』スイーツ部門「もりもと 正月チラシ」[4]
- 「はばたく中小企業・小規模事業者300社」[4][13]